# 누선

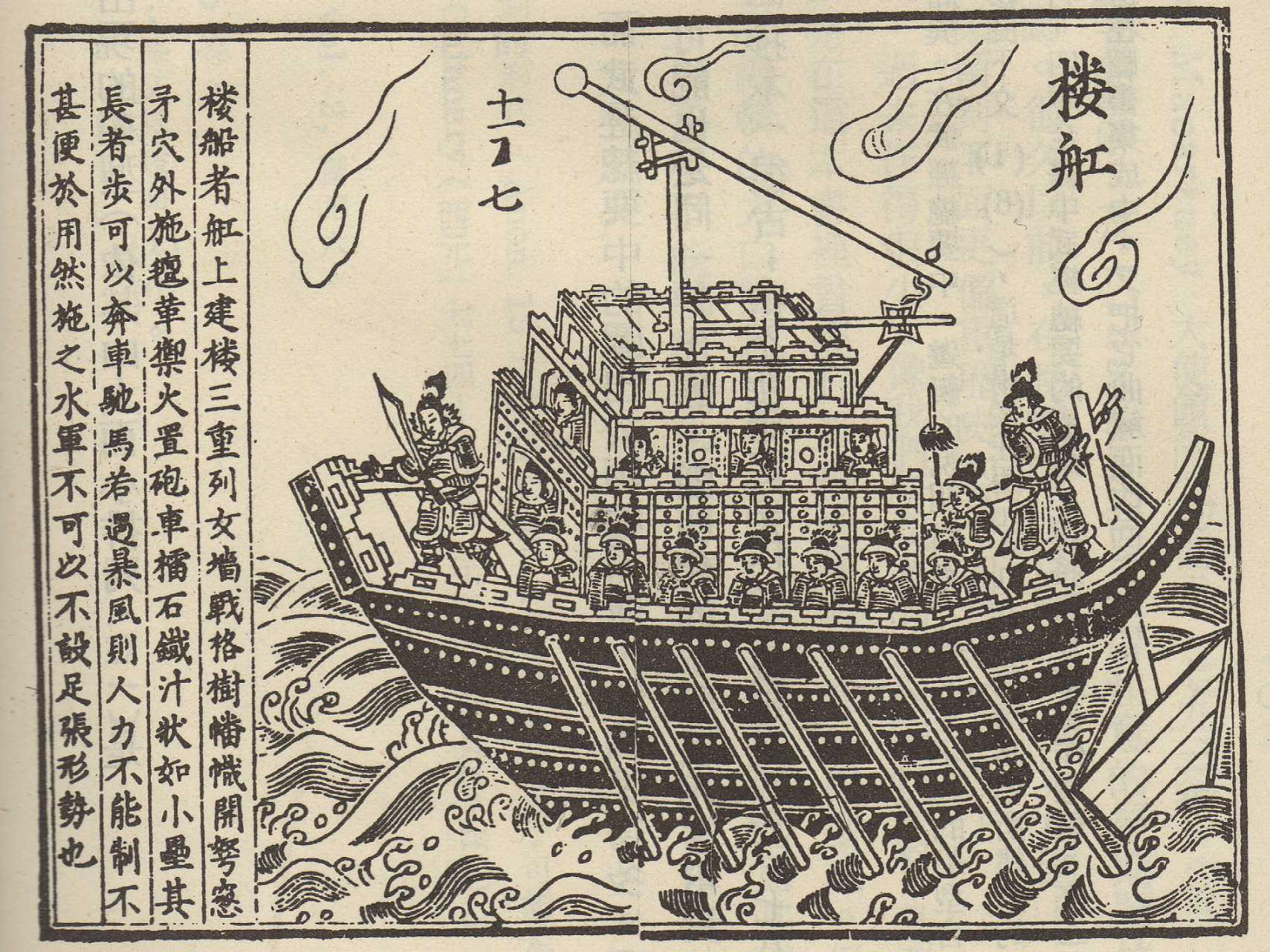
《무경총요》(武經總要)에 그려진 송대(宋代)의 누선(樓船)

누선(樓船)은 고대 중국의 전함으로 그 크기와 구조가 밖에서 보면 마치 누각과 같다 해서 붙은 이름이다. 고대 중국에서는 해상 전투의 주력 함선으로 사용되었다. 이름에서 보이듯 갑판에 몇 층의 누를 세우고 그 안에 많은 병사와 물자를 실을 수 있는 대규모 선박이었다. 다만 몸체가 길고 폭이 좁은 구조로 기동성이 빠른 배는 아니었으며, 배의 높이가 지나치게 높아 무게를 잘 조절하지 못하면 항해가 곤란했다. 때문에 주로 강이나 바닷가 어귀에서 전투를 벌일 때 사용되었다.

## 얼개
작전용 누선은 크게 3층으로 구성되어, 전함이면서도 마치 궁전과 같은 호사스러움을 지녔다. 《석명》(释名)에는 누선의 구조에 대해, 1층은 여(廬), 2층은 비여(飛廬), 꼭대기층은 작실(爵室, 雀室)이라고 불렸는데, 꼭대기층에서 바라보는 것이 마치 참새가 하늘에서 내려다 보는 것과 같다고 해서 붙여진 이름이었다. 각 층마다 모두 방호용 여장이 설치되어, 적의 화살과 투석을 막을 수 있도록 설계되었다. 여장 위에는 전안(箭眼)이 뚫려 있어 이 구멍을 통해 화살이나 쇠뇌를 쏘도록 되어 있었다. 적의 화공(火攻)을 막기 위해 배 위에는 가죽을 덮어 열을 견딜 수 있도록 했다.
누선 위에는 보통 깃발과 창검을 빽빽하게 꽂아두어 위세를 드러냈고, 밧줄이나 노, 돛 등이 많이 설치되어, 배의 기능을 높였다.

## 역사
누선이라는 이름은 춘추 전국 시대 조(越)에서 누선군(樓船軍)이라는 이름으로 처음 나타났다고 전하고 있다. 그러나 실제 전투에서 누선을 사용한 사례는 오(吳)에서 찾아볼 수 있는데, 오의 왕 요(僚) 재위 2년(기원전 525년)에 오와 초(楚)가 장강 유역에서 전투를 벌였을 때, 오에서 「여황(余皇)」이라는 이름이 붙은 누선을 지휘선으로 사용했다고 한다.
서한(西漢) 시대 누선은 처음으로 중국 수군의 주력 전함이 되었다. 배에 탈 수 있는 인원은 수십에서 수백 명에 이르렀고 한에서 수군을 지휘하는 장군은 으레 누선장군(樓船將軍)이라고 불렀다. 수군은 누선사(樓船士)라고도 불렸다. 한 무제(漢武帝)가 남월(南越)과 고조선을 공격했을 때에도 누선이 활용되었음을 《사기》(史記)에서 확인할 수 있다.
전쟁을 하지 않는 동안에는 누선이 일종의 놀이배로 쓰였는데, 한 무제 때의 예장누선(豫章樓船)은 수만 명을 태울 수 있었고 배 위에 궁실도 마련되어 있었다고 한다. 신(新) 왕조에서 동한(東漢) 초기에 공손술(公孫述)이 한중(漢中) 땅에 자리잡고 있을 때, 이미 비단으로 장식한 10층짜리 적루백란선(赤樓帛蘭船)이라는 배가 건조되었다는 기록이 있다.
삼국 시대에서 위진 남북조 시대에 걸쳐 누선은 보편적인 수군 전력으로 활용되었는데, 그 가운데 동오(東吳)에서 건조한 「비운(飛雲)」, 「개해(蓋海)」 등의 이름이 불은 누선은 모두 5층으로 이루어져 3천 명의 병사를 태울 수 있었다고 한다. 서진(西晉) 태시(泰始) 8년(272년)에 진 무제(晉武帝)가 변왕(升王) 예(濬)를 익주자사(益州刺史)로 삼으면서 아울러 밀명을 내려 쓰촨(四川) 땅에서 누선을 건조하게 하여, 이를 사용해 동오를 멸망시켰다. 이때 제조된 군선은 너비 120보에 최대 2천 명 이상을 실을 수 있었고, 나무로 성처럼 쌓아올린 누각에 사면으로 문을 내었고, 배 위에서는 말을 달릴 수도 있었다고 한다.
수 양제 때에는 용주(龍舟)라는 이름의 누선이 제작되었는데, 수 양제는 이 배를 타고 자주 강남으로 나아가 놀곤 하였다.
오대 십국 시대, 중국 남방의 국가들은 정규 관직으로써 누선지휘사(樓船指揮使)를 두었는데, 민왕(閩王) 왕연균(王延鈞)의 조카 왕인달(王仁達)도 이 직책을 지냈다. 송(宋) 왕조 시대에도 누선은 군사 장비로써 사용되었지만, 그 중요성은 예전 시대에 비하면 많이 줄어 있었다.

## 같이 보기
- 수군(水軍)
- 판옥선(板屋船)